# 婆羅洲戰役 (1945年)
婆羅洲戰役是第二次世界大戰中同盟國在西南太平洋戰區最後一場主要軍事行動，在一系列由5月1日至7月21日期間的兩棲登陸行動中，由莱斯里·莫希德陆军中将指揮的澳大利亚第1军攻擊佔領該島的日本軍隊，盟國的海空軍力量，主要是由托馬斯·金凱德指揮的美國海軍第7艦隊、澳大利亚第1战术航空队及美國陸軍航空軍第13航空隊亦在此戰役中扮演重要的角色，在戰役中，他們受到了由镰田道章海军中将指挥、位于婆羅洲東南部的日本陸軍和日本海軍，以及由马场正郎陸軍中將指揮、位于西北部的日本第37軍的抵抗。
雖然該戰役當時在澳洲受到批評及在以後時間被認為是沒有意義或浪費士兵的生命，它仍然達到一系列目的如增強對佔領荷屬東印度大部份地區的日軍的孤立、攻佔主要石油供應地區釋放盟軍戰俘，當時這些戰俘的處境已十分惡劣（参见山打根死亡行军及峇都令当集中营）。
盟軍在婆羅洲一系列行動計劃代號為雙簧管及是屬於蒙特克萊爾行動的第2階段，該行動的目的是消滅當地的日軍及收復荷屬東印度、菲律賓南部及英屬婆羅洲北部，蒙特克萊爾行動的第1階段，代號為勝利，目的是在菲律賓的彭內島、宿務島及內格羅島登陸及已在1945年中完成。
原本雙簧管行動分為6個階段：雙簧管1號行動是攻打打拉根；雙簧管2號行動是攻打峇里巴板；雙簧管3號行動是攻打馬辰；雙簧管4號行動是攻打泗水或巴達維亞（雅加達）；雙簧管5號行動是攻打荷屬東印度東部；及雙簧管6號行動是進攻英屬婆羅洲（沙巴），最後只有進攻打拉根、峇里巴板及英屬婆羅洲—納閩及文萊被實施，整個戰役由1945年5月1日實施的雙簧管1號行動拉開序幕，於打拉根的東北部海岸實施登陸，之後在1945年6月10日實施双簧管6号行动: 在婆羅洲北部的納閩及艾文萊海洋實施登陸，1個星期後澳軍根據雙簧管6號行動的計劃進攻在北婆羅洲的日軍，之後盟軍主力轉移至東面中部海岸，於1945年7月1日實施雙簧管2號行動，在峇里巴板實施第二次世界大戰中最後一次大規模兩棲登陸作戰。
這些行動最終亦是澳軍隊對日軍的最後一系列行動。

## 戰役
- 1945-05-01 – 1945-05-25 打拉根战役（英语：Battle of Tarakan (1945)）（雙簧管1號行動）
- 1945-06-01 – 1945-06-22 双簧管6号行动（英语：Battle of Labuan）（納閩及文萊）
- 1945-06-17 – 1945-08-15 北婆罗洲战役（英语：Battle of North Borneo）
- 1945-07-01 – 1945-07-21 峇里巴板战役（英语：Battle of Balikpapan）（雙簧管2號行動）

## 附錄
1. ↑  Dennis, Peter (et al). . Oxford University Press. 1995: 440 （英语）.
2. ↑  Dennis, Peter (et al) (1995) The Oxford Companion to Australian Military History, Melbourne: Oxford University Press, Page 440.